# Kolmonoxid
Kolmonoxid, kemisk formel CO, även benämnd bara koloxid eller kolos, är en kemisk förening bestående av en kolatom och en syreatom. Vid standardtryck och -temperatur är ämnet en lukt- och färglös gas. Kolmonoxid är starkt giftig och särskilt farlig eftersom den är färg- och luktlös och lätt blandas med luften. Kolmonoxidförgiftning sker typiskt vid brand och annan förbränning av organiskt material. Låga halter av kolmonoxid har även vissa medicinska tillämpningar.
Kolmonoxid tillsätts ibland i rött kött, lax och tonfisk för att livsmedlen ska anta en rödare färg och därigenom förefalla fräschare.

## Förgiftning
Kolmonoxid kan vara mycket skadlig att andas in. Mekanismen bakom dess giftighet är komplex och inte helt utredd, men den viktigaste orsaken är att den binder till de röda blodkropparna 250 gånger starkare än vad syre gör, vilket gör att blodkropparnas förmåga att transportera syre försämras kraftigt med ökande dos. Det inhiberar elektrontransporten och utpumpandet av protoner vid komplex IV i elektrontransportkedjan. Detta gör att en hög exponering snabbt kan leda till kvävning även om man andas in ren luft efteråt. Gasen förekommer dock även naturligt i kroppen i små mängder, då vissa biologiska processer producerar den.
En akut förgiftning kan även leda till neurologiska symptom dagar eller veckor efter exponeringen. 
Gasen bildas vid ofullständig förbränning av kol och kolföreningar, exempelvis i bensinmotorer. Exempel på vardagsnära gaser som innehåller kolmonoxid är tobaksrök och bilavgaser. CO i bilavgaser är idag helt omvandlad till CO2 - en i närmiljö ofarlig gas - genom en katalysator. I Sverige infördes katalysatorkravet 1989.